# A solas con el mundo
A solas con el mundo es el sexto álbum en vivo del músico argentino Pedro Aznar, lanzado a fines de 2010. Fue grabado en vivo en cinco conciertos unipersonales en Buenos Aires, donde toca todos los instrumentos sin acompañamiento de banda, generando un clima íntimo, incluye canciones inéditas en su discografía hasta la fecha. Cuenta con versiones de "While My Guitar Gently Weeps" de George Harrison y "Media Verónica" de Andrés Calamaro entre otras.

## Lista de canciones
1. "Amelia" (Joni Mitchell)
2. "Tema del ángel" (Juan Carlos Pérez)
3. "Si llega a ser tucumana" (Gustavo Leguizamón - Miguel Ángel Pérez)
4. "Calling You" (Bob Telson)
5. "Media Verónica" (Andrés Calamaro)
6. "Vos sos mi amor" (David Gray)
7. "While My Guitar Gently Weeps" (George Harrison)
8. "Y arriba quemando el sol" (Violeta Parra)
9. "Tan alta que está la luna" (Popular)
10. "Todo el amor que exista en esta vida" (Frejat - Cazuza)